# 퀵과 플륍크

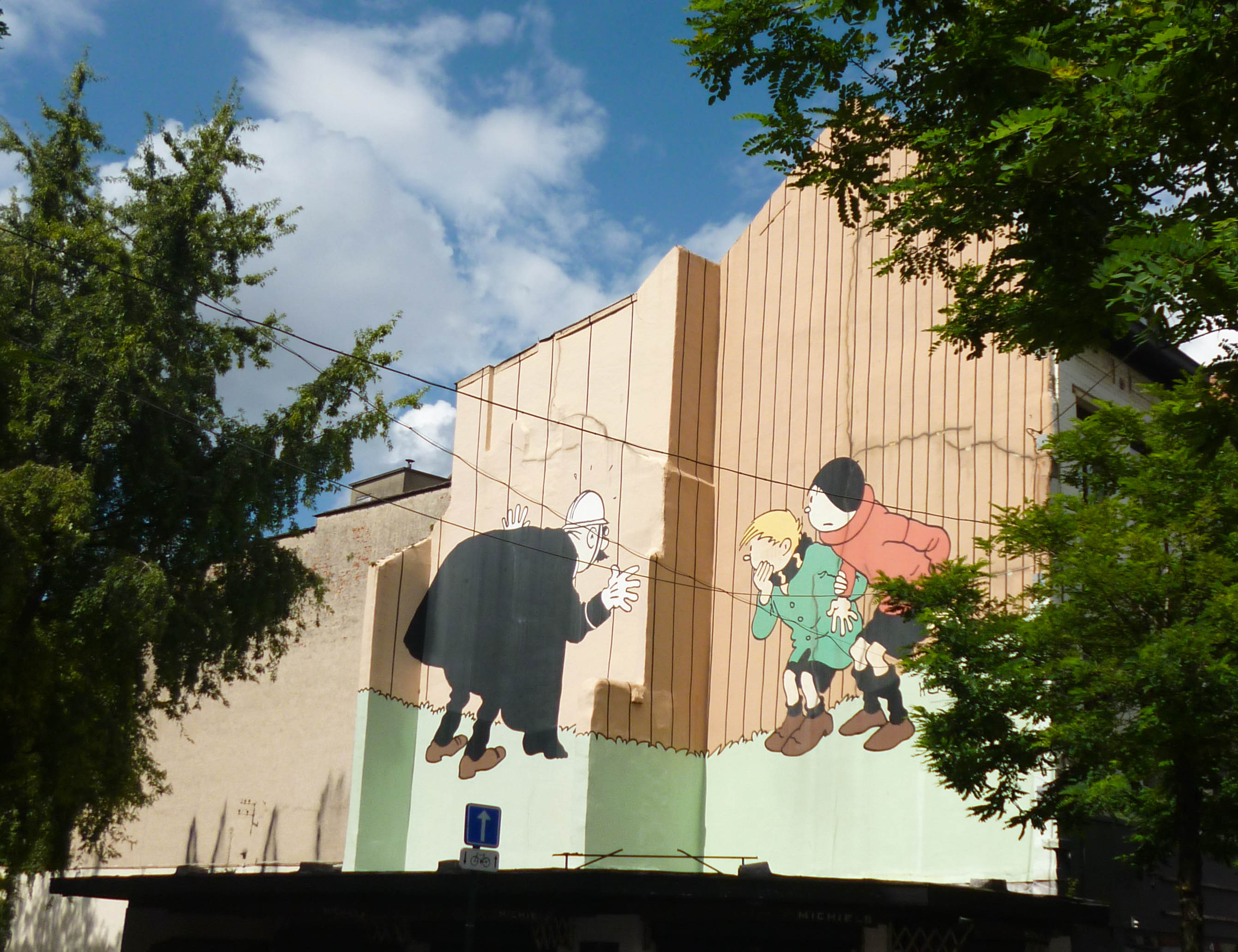

퀵과 플륍크(Quick et Flupke)는 에르제가 〈소년 20세기〉에 연재한 만화 시리즈이다. 벨기에 브뤼셀의 악동 퀵(Quick)과 플륍크(Flupke), 그 지역을 담당하는 15번 경찰과 아옹다옹하는 내용이 주를 이룬다. 만화가 봅 드 무어에 의해 일부분이 개정되었으며 현재 카스테르만에서 12권이 나왔다.

## 퀵과 플륍크 시리즈
- 《Haute tension》
- 《Jeux interdits》
- 《Tout va bien》
- 《Toutes voiles dehors》
- 《Chacun son tour》
- 《Pas de quartier》
- 《Pardon Madame》
- 《Vive le progres》
- 《Catastrophe》
- 《Farces et Attrapes》
- 《Coups de Bluff》
- 《Attachez vos ceintures》